# Madatschkopf
De Madatschkopf is een 2778 meter hoge bergtop in de Kaunergrat in de Ötztaler Alpen in het Oostenrijkse Tirol.
Beklimming van de berg geschiedt meestal vanaf de in het Verpeiltal gelegen Verpeilhütte en duurt twee tot tweeënhalf uur.